# Senbongi Sayaka
Senbongi Sayaka (千本木 彩花 (Thiên Bản Mộc Thải Hoa)/ せんぼんぎ さやか Senbongi Sayaka, sinh ngày 24 tháng 11 năm 1995) là diễn viên lồng tiếng người Nhật Bản.

## Tiểu sử
Senbongi đã học diễn xuất tại Japan Narration Institute. Trước khi tốt nghiệp, cô ấy đã ra mắt với vai Claire Kokonoe trong Chronicles of the Going Home Club. Năm 2015, cô ấy gia nhập I'm Enterprise. Cô đã lồng tiếng nhân vật Mumei, nhân vật chính đầu tiên trong anime truyền hình Kabaneri of the Iron Fortress. Cô đã vào vai nhân vật Chitose Karasuma trong Girlish Number. Cô đã thắng giải Best Rookie Actresses tại 11th Seiyu Awards. Vào ngày 1 tháng 9 năm 2019, cô được chọn là dẫn chương trình ngày thứ Bảy cho chương trình Hino Midnight Graffiti Run! Kayokyoku từ tháng 10 năm 2019. Vào ngày 29 tháng 12 năm 2019, công ty quản lý của cô thông báo cô và nam diễn viên lồng tiếng Tasuku Hatanaka đã kết hôn.

## Danh sách bộ phim

### Anime truyền hình
| Năm  | Tựa đề                                                                           | Vai diễn                                 |
| ---- | -------------------------------------------------------------------------------- | ---------------------------------------- |
| 2014 | Inu Neko Hour: '47 Todoufuken R' and 'Nya~men - Are                              | nữ sinh; khách hàng                      |
| 2014 | Sword Art Online II                                                              | nữ sinh (tập 23)                         |
| 2015 | Mobile Suit Gundam: Iron-Blooded Orphans                                         | Cracker Griffon                          |
| 2015 | Unlimited Fafnir                                                                 | Yū Mononobe (lúc trẻ); người điều phối B |
| 2015 | Uta no☆Prince-sama♪ Maji Love Revolution                                         | khán giả (tập 9)                         |
| 2015 | Wakaba Girl                                                                      | giọng nói 2 (tập 9)                      |
| 2016 | Girlish Number                                                                   | Chitose Karasuma                         |
| 2016 | Haruchika                                                                        | Nozomi Yamazaki                          |
| 2016 | Heavy Object                                                                     | Điều tra viên xinh đẹp (tập 15)          |
| 2016 | Kabaneri of the Iron Fortress                                                    | Mumei                                    |
| 2016 | Magi: Adventure of Sinbad                                                        | Thôn nữ A                                |
| 2016 | Magic★Kyun! Renaissance                                                          | Kohana Aigasaki                          |
| 2016 | Please Tell Me! Galko-chan                                                       | Tsunno                                   |
| 2016 | Prince of Stride: Alternative                                                    | Cô gái (tập 12)                          |
| 2016 | Servamp – Hầu cận ma cà rồng                                                     | Marie                                    |
| 2016 | Akagami no Shirayuki-hime 2                                                      | Thị nữ (tập 17)                          |
| 2016 | Mayoiga                                                                          | Yūno                                     |
| 2016 | Saijaku Muhai no Bahamut                                                         | Nữ sinh A                                |
| 2017 | Aho-Girl                                                                         | Ruri Akutsu                              |
| 2017 | Anime-Gataris                                                                    | Arisu Kamiigusa                          |
| 2017 | Đại chiến Titan Mùa 2                                                            | Nifa                                     |
| 2017 | Clockwork Planet                                                                 | AnchoR                                   |
| 2017 | Just Because!                                                                    | Mayuko Satō                              |
| 2017 | Knight's & Magic                                                                 | Stefania Serrati                         |
| 2017 | Onihei                                                                           | Ojun                                     |
| 2017 | Piace: Watashi no Italian                                                        | Morina Nanase                            |
| 2018 | Đại chiến Titan Mùa 3                                                            | Nifa                                     |
| 2018 | Crossing Time                                                                    | Ai                                       |
| 2018 | Doreiku                                                                          | Julia Katsushika                         |
| 2018 | JoJo's Bizarre Adventure: Golden Wind                                            | Trish Una / Spice Girl                   |
| 2018 | Overlord III                                                                     | Cixous                                   |
| 2018 | Những chàng trai ở Lộc Phong Quán                                                | Sui (còn trẻ)                            |
| 2018 | Về chuyện tôi chuyển sinh thành Slime                                            | Shuna                                    |
| 2018 | Công việc của Long Vương!                                                        | Machi Kugui                              |
| 2019 | Ahiru no Sora                                                                    | Madoka Yabuchi                           |
| 2019 | Beastars                                                                         | Haru                                     |
| 2019 | High School Prodigies Have It Easy Even In Another World                         | Jeanne du Leblanc                        |
| 2019 | Over Drive Girl 1/6                                                              | Belenore                                 |
| 2019 | Pokémon                                                                          | Kikuna, Gō's Messon                      |
| 2019 | The Demon Girl Next Door                                                         | Anri Sata                                |
| 2019 | Wasteful Days of High School Girls                                               | Rie "USB" Mikami                         |
| 2019 | Outburst Dreamer Boys                                                            | Nanako Watase                            |
| 2020 | Magia Record: Puella Magi Madoka Magica Side Story                               | Kanagi Izumi (Tập 8, giọng nói)          |
| 2020 | Drifting Dragons                                                                 | Nanami                                   |
| 2020 | Peter Grill and the Philosopher's Time                                           | Piglette Pancetta                        |
| 2021 | Beastars Mùa 2                                                                   | Haru                                     |
| 2021 | Về chuyện tôi chuyển sinh thành Slime Mùa 2                                      | Shuna                                    |
| 2021 | Về chuyện tôi chuyển sinh thành Slime: Nhật Ký Của Rimuru                        | Shuna                                    |
| 2021 | Shinkansen Henkei Robo Shinkalion Z                                              | Kasumi Abiko                             |
| 2021 | Diệt Slime suốt 300 năm, tôi level MAX lúc nào chẳng hay                         | Falfa                                    |
| 2021 | Kageki Shoujo!!                                                                  | Sarasa Watanabe                          |
| 2022 | The Genius Prince's Guide to Raising a Nation Out of Debt                        | Falanya Elk Arbalest                     |
| 2022 | The Demon Girl Next Door Mùa 2                                                   | Anri Sata                                |
| 2022 | Extreme Hearts                                                                   | SaKo                                     |
| 2022 | Peter Grill and the Philosopher's Time: Super Extra                              | Piglette Pancetta                        |
| 2022 | Arknights: Prelude To Dawn                                                       | Crownslayer (Lyudmila)                   |
| 2022 | Bocchi the Rock!                                                                 | Kikuri Hiroi                             |
| 2023 | Cuộc cách mạng ma thuật của công chúa chuyển sinh và tiểu thư thiên tài          | Anisphia Wynn Palettia                   |
| 2023 | Is It Wrong to Try to Pick Up Girls in a Dungeon? IV                             | Gojōno Kaguya                            |
| 2023 | I Got a Cheat Skill in Another World and Became Unrivaled in the Real World, Too | Miu Midō                                 |
| 2023 | Mato Seihei no Slave                                                             | Koko Zenibako                            |

### Anime điện ảnh
- Even if the World Will End Tomorrow (2019) trong vai Kotoko[44]
- Kabaneri of the Iron Fortress: Unato Decisive Battle (2019) trong vai Mumei
- Fate/Grand Order: Camelot - Wandering; Agaterám (2020) trong vai Hassan of Serenity[45]
- Eureka - Eureka Seven: Hi-Evolution (2021) trong vai Red 2[46]
- Bubble (2022) trong vai Usagi[47]
- Về chuyện tôi chuyển sinh thành Slime phim điện ảnh: Scarlet Bond (2022) trong vai Shuna[48]

### ONA
- Shinken Zemi Kōkō Kōza's Short Anime "Turnover" (2015) trong vai Ai

### Video game
2014
- Duel Blake School trong vai Kugutsu Ayatsu, Suzuko Takamaha[5]
- Pirates of Fantasia trong vai Veronica[5]
- Venus Dungeon trong vai Augustus; Choryo[5]

2015
- Brave Sword X Blaze Soul[5]
- Thousand Memories trong vai Leonora; Wanda[5]
- Twilight Lore trong vai Ariel; Gera; Hawkeye[5]

2016
- Fate/Grand Order trong vai Hassan of Serenity
- Yome Collection trong vai Mumei

2017
- Xenoblade Chronicles 2 trong vai Vale, Mei trong phiên bản Nhật
- School Girl/Zombie Hunter trong vai Enami Kamijo
- Yuki Yuna is a Hero: Hanayui no Kirameki trong vai Sekka Akihara

2018
- Magia Record trong vai Kanagi Izumi
- Dragon Star Varnir trong vai Minessa[49]
- Crystar trong vai Mirai Hatada

2021
- Girls und Panzer: Senshadō Daisakusen! trong vai Emi Nakasuga

2022
- Xenoblade Chronicles 3 trong vai Riku[50]
- Azur Lane trong vai FFNF Brest
- JoJo's Bizarre Adventure: All Star Battle R trong vai Trish Una[51]
- Goddess of Victory: Nikke trong vai Eunhwa, Ether[52]

2023
- Sword Art Online: Last Recollection trong vai Lipia[53]

### CD kịch nói
- Shidenkai no Maki (2015), Sachi
- Trinity Tempo (2015), Sae Kasuga

### Lồng tiếng tác phẩm nước ngoài
- Ngôi trường xác sống (Seo Hyo-ryung (Kim Bo-yoon))[54]
- His Dark Materials (Lyra Belacqua (Dafne Keen))[55]
- Shazam! (2021 THE CINEMA edition) (Thaddeus thời trẻ (Ethan Pugiotto))[56]